# Sprachen Russlands
Auf dem Territorium der Russischen Föderation ist Russisch die dominierende Sprache und überall Amtssprache. Daneben erlaubt Artikel 68 der Verfassung weitere Amtssprachen auf regionaler Ebene, vor allem auf Ebene der ethnischen Republiken.
Nach Schätzung des Ethnologue werden daneben über 100 Sprachen verschiedener Sprachfamilien gesprochen.
| Name | Nationalität 1   | Nationalität 1     | Nationalität 1  | Sprache         | Sprachfamilie      | Religion                 | Bevölkerungsanteil in der eigenen Republik                       | Historischer Bezug                                                              |
| Name | Russ. Föderation | Föderationskreis   | Eigene Republik | Sprache         | Sprachfamilie      | Religion                 | Bevölkerungsanteil in der eigenen Republik                       | Historischer Bezug                                                              |
| --- | ---------------- | ------------------ | --------------- | --------------- | ------------------ | ------------------------ | ---------------------------------------------------------------- | ------------------------------------------------------------------------------- |
| Wolga-Tataren | 5,6 Mio.         | 4 Mio. (Wolga)     | 2 Mio.          | Tatarisch       | Turksprache        | Islam                    | Tatarstan (52,9 %)                                               | Nachfahren der Kiptschaken, Wolgabulgaren, Tataren und Mongolen                 |
| Baschkiren | 1,7 Mio.         | 1,4 Mio. (Wolga)   | 1,2 Mio.        | Baschkirisch    | Turksprache        | Islam                    | Baschkortostan (30 %, zusammen mit Tataren 54 %)                 | eng verwandt mit Wolgabulgaren                                                  |
| Tschuwaschen | 1,6 Mio.         | 1,4 Mio. (Wolga)   | 890.000         | Tschuwaschisch  | Turksprache        | Russisch-Orthodox        | Tschuwaschien (67,7 %)                                           | Nachkommen der Wolgabulgaren und anderer Gruppen                                |
| Tschetschenen | 1,4 Mio.         | 1,3 Mio. (Süd)     | 1,0 Mio.        | Tschetschenisch | nordostkaukasisch  | Islam                    | Tschetschenien (93 %)                                            |                                                                                 |
| Mordwinen | 977.000          | 788.000 (Wolga)    | 410.000         | Mordwinisch     | finnougrisch       | Russisch-Orthodox        | Mordwinien (36,2 %)                                              |                                                                                 |
| Awaren | 814.000          | 785.000 (Süd)      | 758.000         | Awarisch        | nordostkaukasisch  | Islam                    | Dagestan (29,44 %)                                               |                                                                                 |
| Osseten | 515.000          | 477.000 (Süd)      | 446.000         | Ossetisch       | iranisch           | Russisch-Orthodox, Islam | Nordossetien-Alanien (62,70 %)                                   | Alanen; dazu etwa 70.000 in Südossetien außerhalb Russlands                     |
| Tscherkessen, 700.000 einschl. Kabardinern und Adyge | (61.000)         | 58.000 (Süd)       | 50.000          | Kabardinisch    | nordwestkaukasisch | Islam                    | Karatschai-Tscherkessien (11 %, zusammen mit Karatschaiern 50 %) | 1864 zur Mehrheit ins Osmanische Reich vertrieben, heute 1,5 Mio. in der Türkei |
| Tscherkessen, 700.000 einschl. Kabardinern und Adyge | (512.000)        | 512.000 (Süd)      | 499.000         | Kabardinisch    | nordwestkaukasisch | Islam                    | Kabardino-Balkarien (48 bis 55 %, zusammen mit Balkaren 67 %)    | 1864 zur Mehrheit ins Osmanische Reich vertrieben, heute 1,5 Mio. in der Türkei |
| Tscherkessen, 700.000 einschl. Kabardinern und Adyge | (128.000)        | 126.000 (Süd)      | 108.000         | Adygeisch       | nordwestkaukasisch | Islam                    | Adygeja (24 %)                                                   | 1864 zur Mehrheit ins Osmanische Reich vertrieben, heute 1,5 Mio. in der Türkei |
| Mari | 604.000          | 512.000 (Wolga)    | 312.000         | Mari            | finnougrisch       | Russisch-Orthodox        | Mari El (43 %)                                                   |                                                                                 |
| Udmurten | 637.000          | 273.000 (Wolga)    | 461.000         | Udmurtisch      | finnougrisch       | Russisch-Orthodox        | Udmurtien (37 %)                                                 |                                                                                 |
| Burjaten | 445.000          | 423.000 (Sibirien) | 273.000         | Burjatisch      | mongolisch         | Buddhismus               | Burjatien (28 %)                                                 |                                                                                 |
| Jakuten | 443.000          | 441.000 (Sibirien) | 432.000         | Jakutisch       | Turksprache        | Russisch-Orthodox        | Jakutien (46 %)                                                  |                                                                                 |
| Komi (Syrjänen) | 309.000          | 281.000 (Nordwest) | 269.000         | Komi            | finnougrisch       | Russisch-Orthodox        | Republik Komi (35 %)                                             |                                                                                 |
| Komi-Permjaken | 125.000          | 107.000 (Wolga)    | 80.000          | Komi            | finnougrisch       | Russisch-Orthodox        | Kreis der Komi-Permjaken                                         |                                                                                 |
| Darginer | 510.000          | 489.000 (Süd)      | 425.526         | Darginisch      | nordostkaukasisch  | Islam                    | Dagestan (16,52 %)                                               |                                                                                 |
| Inguschen | 413.000          | 392.000 (Süd)      | 360.000         | Inguschisch     | nordostkaukasisch  | Islam                    | Inguschetien (79 %)                                              |                                                                                 |
| Lesgier | 412.698          | 360.000 (Süd)      | 337.000         | Lesgisch        | nordostkaukasisch  | Islam                    | Dagestan (13,07 %)                                               | dazu etwa 300.000 außerhalb Russlands in Aserbaidschan                          |
| Kumyken | 422.000          | 399.000 (Süd)      | 366.000         | Kumykisch       | Turksprache        | Islam                    | Dagestan (14,20 %)                                               |                                                                                 |
| Kalmücken | 176.000          | 167.000 (Süd)      | 156.000         | Kalmückisch     | mongolisch         | Buddhismus               | Kalmückien (53 %)                                                | nahe den Oiraten (Mongolei und China) verwandt                                  |
| Anmerkung: 1 Die unter „Nationalität“ genannten Zahlen stehen für die Identifikation, also wie viele Bürger Russlands und seiner autonomen Gliederungen sich bei der Volkszählung von 2002 zu der jeweiligen Nationalität bekannt haben. In der amtlichen Statistik sind bei den Mordwinen und Osseten jeweils zwei, bei den Komi eine Splittergruppe getrennt aufgeführt, die aber mehrheitlich in derselben Teilrepublik wohnen. |                  |                    |                 |                 |                    |                          |                                                                  |                                                                                 |

## Rechtliche Situation
Nach Artikel 68.1 der russischen Verfassung ist das Russische die Amtssprache der gesamten Russischen Föderation. Den Republiken ist es jedoch nach Artikel 68.2 gestattet, auf ihrem Territorium eigene Amtssprachen festzulegen, die neben dem Russischen gebraucht werden können. Russland garantiert darüber hinaus nach Artikel 68.3 allen Völkern das Recht, ihre Muttersprache erlernen und erhalten zu dürfen.
Die 22 (einschließlich der international umstrittenen Einordnung der völkerrechtlich zur Ukraine gehörenden, auf der Halbinsel Krim gelegenen Republik Krim) Republiken der Russischen Föderation haben auf ihrem Territorium neben dem Russischen folgende 35 Amtssprachen festgelegt:
| Republik                                 | Amtssprache | Sprachfamilie                                                 |
| ---------------------------------------- | --- | ------------------------------------------------------------- |
| Adygeja                                  | Adygeisch | Nordwestkaukasische Sprachen                                  |
| Republik Altai                           | Altaisch | Turksprachen                                                  |
| Baschkortostan                           | Baschkirisch | Turksprachen                                                  |
| Burjatien                                | Burjatisch | Mongolische Sprachen                                          |
| Chakassien                               | Chakassisch | Turksprachen                                                  |
| Dagestan                                 | Aghulisch, Aserbaidschanisch, Awarisch, Darginisch, Kumykisch, Lakisch, Lesgisch, Nogaiisch, Rutulisch, Tabassaranisch, Tatisch, Tsachurisch, Tschetschenisch | Nordostkaukasische Sprachen, Turksprachen, Iranische Sprachen |
| Inguschetien                             | Inguschisch | Nordostkaukasische Sprachen                                   |
| Jakutien                                 | Jakutisch | Turksprachen                                                  |
| Kabardino-Balkarien                      | Kabardinisch, Balkarisch | Nordwestkaukasische Sprachen, Turksprachen                    |
| Kalmückien                               | Kalmückisch | Mongolische Sprachen                                          |
| Karatschai-Tscherkessien                 | Karatschaiisch, Abasinisch, Kabardinisch, Nogaiisch | Nordwestkaukasische Sprachen, Turksprachen                    |
| Karelien                                 | Karelien ist ein Einzelfall in Russland, denn es ist die einzige autonome Republik, die Russisch als einzige Amtssprache hat. Grund dazu ist, dass gemäß dem russischen Sprachgesetz eine notwendige Bedingung damit eine Sprache Amtssprache in einer autonomen Republik sein darf ist, dass die Sprache mit dem kyrillischen Alphabet geschrieben werden muss. Karelisch, Finnisch und Wepsisch sind als Minderheitensprache anerkannt. | Finno-ugrische Sprachen                                       |
| Republik Komi                            | Komi | Finno-ugrische Sprachen                                       |
| Krim (völkerrechtlicher Status strittig) | Krimtatarisch, Ukrainisch | Turksprachen, slawische Sprachen                              |
| Mari El                                  | Mari | Finno-ugrische Sprachen                                       |
| Mordwinien                               | Ersjanisch, Mokschanisch | Finno-ugrische Sprachen                                       |
| Nordossetien-Alanien                     | Ossetisch | Iranische Sprachen                                            |
| Tatarstan                                | Tatarisch | Turksprachen                                                  |
| Tschetschenien                           | Tschetschenisch | Nordostkaukasische Sprachen                                   |
| Tschuwaschien                            | Tschuwaschisch | Turksprachen                                                  |
| Tuwa                                     | Tuwinisch | Turksprachen                                                  |
| Udmurtien                                | Udmurtisch | Finno-ugrische Sprachen                                       |

## Autonome Kreise
In Russland gibt es daneben noch Autonome Kreise. Diese sind in der Regel einem Titularvolk gewidmet und obwohl diese nicht das Recht haben, eigene Amtssprachen festzulegen, so ist die Sprache des Volkes dort Unterrichtssprache zumindest in der Grundschule, wie es Artikel 68.3 der russischen Verfassung vorsieht.
Viele autonome Kreise wurden in der letzten Zeit aufgelöst. Von ursprünglich zehn autonomen Kreisen zum Zeitpunkt der Unabhängigkeit Russlands existieren heute nur noch vier. Die aufgelösten Kreise sind mit einem Kreuz (†) markiert.
| Autonomer Kreis                              | Sprache             | Sprachfamilie                         |
| -------------------------------------------- | ------------------- | ------------------------------------- |
| Autonomer Kreis der Aginer Burjaten †        | Burjatisch          | Mongolische Sprachen                  |
| Autonomer Kreis der Chanten und Mansen       | Chantisch, Mansisch | Finno-ugrische Sprachen               |
| Autonomer Kreis der Ewenken †                | Ewenkisch           | Tungusische Sprachen                  |
| Autonomer Kreis der Jamal-Nenzen             | Nenzisch            | Samojedische Sprachen                 |
| Autonomer Kreis der Komi-Permjaken †         | Komi-permjakisch    | Finno-ugrische Sprachen               |
| Autonomer Kreis der Korjaken †               | Korjakisch          | Tschuktscho-kamtschadalische Sprachen |
| Autonomer Kreis der Nenzen                   | Nenzisch            | Samojedische Sprachen                 |
| Autonomer Kreis Taimyr †                     | Dolganisch          | Turksprachen                          |
| Autonomer Kreis der Tschuktschen             | Tschuktschisch      | Tschuktscho-kamtschadalische Sprachen |
| Autonomer Kreis der Ust-Ordynsker Burjaten † | Burjatisch          | Mongolische Sprachen                  |

Neben Russisch, diesen größeren Minderheitensprachen und Amtssprachen bzw. offiziellen Sprachen in den Republiken und autonomen Gebieten existieren weitere, zusammen über 100 Minderheitensprachen, ca. 80 sind im Staatsgebiet Russlands autochthon, wie z. B. das Kildinsamische. Für viele existiert ein offizielles Unterrichts- und Mediensystem.